# Comuna de Borzytuchom
Borzytuchom (polaco: Gmina Borzytuchom) é uma gminy (comuna) na Polónia, na voivodia de Pomerânia e no condado de Bytowski. A sede do condado é a cidade de Borzytuchom.
De acordo com os censos de 2006, a comuna tem 2815 habitantes, com uma densidade 25,8 hab/km².

## Área
Estende-se por uma área de 108,57 km², incluindo:
- área agricola: 41%
- área florestal: 50%

## Demografia
Dados de 30 de Junho 2004:
|                      | Total   | Total | Mulheres | Mulheres | Homens  | Homens |
| -------------------- | ------- | ----- | -------- | -------- | ------- | ------ |
|                      | pessoas | %     | pessoas  | %        | pessoas | %      |
| População            | 2798    | 100   | 1375     | 49,1     | 1423    | 50,9   |
| Densidade (pop./km²) | 25,8    | 100   | 12,7     | 12,7     | 13,1    | 13,1   |

De acordo com dados de 2002, o rendimento médio per capita ascendia a 1357,27 zł.

## Comunas vizinhas
- Bytów, Czarna Dąbrówka, Dębnica Kaszubska, Kołczygłowy, Tuchomie